# Birds of a Feather (canção)
"Birds of a Feather" (estilizado em caixa alta) é uma canção da cantora-compositora estadunidense Billie Eilish. Lançado como single em 2 de julho de 2024, é o segundo lançamento que acompanha seu terceiro álbum de estúdio Hit Me Hard and Soft (2024). A canção explora temas como amor profundo e o desejo por uma conexão duradoura. "Birds of a Feather" recebeu três indicações ao Grammy Awards de 2025: Canção do Ano, Gravação do Ano e Performance Solo de Pop.

## Antecedentes e lançamento
Billie Eilish apresentou pela primeira vez "Birds of a Feather" em 13 de maio de 2024, por meio de um teaser da terceira temporada da série da Netflix, Heartstopper. A canção foi uma das três músicas antecipadas antes do lançamento do álbum. Em uma entrevista para a Apple Music, Eilish revelou que a música contém a nota mais alta de sua carreira. Ela foi lançada em 2 de julho de 2024, como o segundo single de Hit Me Hard and Soft.

## Composição
Uma canção da nova onda com produção pop, "Birds of a Feather" toma seu título do idiomatismo inglês "birds of a feather flock together". Com um tom "emocionalmente vulnerável", Eilish canta sobre se apaixonar por uma pessoa com quem deseja "permanecer unida". O amor por seu parceiro a leva às lágrimas, e ela implora para que seu amante fique e nunca termine o relacionamento.

## Recepção crítica
Mikael Wood, para o Los Angeles Times, descreveu "Birds of a Feather" como uma "jam neo-new-wave descontraída". Alisa Ali, do NPR, escreveu que "o lirismo pungente se esconde sob o humor negro, e a cadência inteligente [de Eilish] resulta em uma das performances vocais mais memoráveis da cantora."
| Publicação/crítica | Lista                                         | posição | Ref.   |
| ------------------ | --------------------------------------------- | ------- | ------ |
| Billboard          | As 100 melhores músicas de 2024               | 4       | [ 9 ]  |
| Complex            | As 50 melhores músicas de 2024                | 4       | [ 10 ] |
| Coup De Main       | As melhores músicas de 2024                   | 3       | [ 11 ] |
| ELLE               | As 42 melhores músicas de 2024                | —       | [ 12 ] |
| Exclaim!           | 20 melhores canções de 2024                   | 20      | [ 13 ] |
| Los Angeles Times  | As 30 melhores músicas de 2024                | 9       | [ 14 ] |
| NME                | 50 melhores canções de 2024                   | 12      | [ 15 ] |
| NPR                | 124 melhores músicas de 2024                  | —       | [ 16 ] |
| Pitchfork          | As 100 melhores músicas de 2024               | 27      | [ 17 ] |
| Rolling Stone      | As 100 melhores músicas de 2024               | 5       | [ 18 ] |
| Slant Magazine     | As 50 melhores músicas de 2024                | 1       | [ 19 ] |
| The Guardian       | As 20 melhores músicas de 2024                | 5       | [ 20 ] |
| The New York Times | As melhores músicas de 2024 de Lindsay Zoladz | 4       | [ 21 ] |
| The Ringer         | As 11 melhores músicas de 2024                | 7       | [ 22 ] |
| Time Out           | As melhores músicas de 2024                   | 2       | [ 23 ] |
| Uproxx             | As melhores músicas de 2024                   | —       | [ 24 ] |
| USA Today          | As 10 melhores músicas de 2024                | 3       | [ 25 ] |

## Desempenho Comercial
Após o lançamento de Hit Me Hard and Soft, "Birds of a Feather" estreou na 13ª posição na parada Billboard Hot 100, o melhor desempenho do álbum, após "Chihiro", que alcançou a 12ª posição, e o single principal do álbum, "Lunch", que chegou ao 5º lugar na edição de 1º de junho de 2024. Na sua quarta semana, a faixa subiu da 11ª para a 9ª posição, tornando-se seu pico como uma faixa não single. Na 13ª semana na Hot 100, "Birds of a Feather" alcançou um novo pico de 5ª posição, enquanto subiu para o número um nas paradas multimetricas Hot Rock & Alternative Songs e Hot Alternative Songs na sua 12ª semana. Após o lançamento do videoclipe, a canção alcançou um novo pico de 2ª posição na Hot 100, tornando-se seu melhor desempenho desde "Therefore I Am" em 2020 e a música com melhor desempenho do álbum Hit Me Hard and Soft. O single foi certificado Platina pela RIAA em 14 de agosto de 2024.
No Reino Unido, "Birds of a Feather" estreou na nona posição na UK Singles Chart durante a semana de lançamento do álbum. A canção foi a terceira melhor, atrás de "Chihiro", que ficou em sétimo lugar, e "Lunch", que alcançou o segundo lugar. Após um aumento em sua popularidade, a música atingiu seu pico na segunda posição na UK Singles Chart.
Em outros lugares, a canção liderou as paradas em vários países, incluindo Austrália e Islândia, e alcançou o top dez nas paradas do Canadá, República Tcheca, Índia, Indonésia, Irlanda, Letônia, Lituânia, Luxemburgo, Filipinas, Portugal, Arábia Saudita, Singapura e Suíça. Ela também conquistou o primeiro lugar na Billboard Global 200.
"Birds of a Feather" se tornou a música mais transmitida em um ano civil no Spotify em 2024, superando Espresso de Sabrina Carpenter.

## Videoclipe
Teaser divulgado um dia antes, o videoclipe de "Birds of a Feather", dirigido por Aidan Zamiri, foi lançado em 27 de setembro de 2024. No vídeo, Eilish é mostrada cantando em um prédio de escritórios abandonado enquanto é puxada pelo braço por uma força invisível; Sarah Kearns, da Hypebeast, interpretou isso como "um símbolo que parece transmitir a sensação de ser puxado em diferentes direções por alguém que não está realmente presente."

## Prêmios ou indicações
| Ano  | Premiação                | Categoria                         | Resultado | Ref.   |
| ---- | ------------------------ | --------------------------------- | --------- | ------ |
| 2024 | MTV Video Music Awards   | Canção do Verão                   | Indicado  | [ 36 ] |
| 2024 | MTV Europe Music Awards  | Melhor Canção                     | Indicado  | [ 37 ] |
| 2024 | Danish Music Awards      | Hit internacional do ano          | Indicado  | [ 38 ] |
| 2024 | Musa Awards              | Canção Internacional Anglo do Ano | Indicado  | [ 39 ] |
| 2025 | Grammy Awards            | Gravação do Ano                   | Indicado  | [ 40 ] |
| 2025 | Grammy Awards            | Canção do Ano                     | Indicado  | [ 40 ] |
| 2025 | Grammy Awards            | Melhor Performance Solo de Pop    | Indicado  | [ 40 ] |
| 2025 | iHeartRadio Music Awards | Melhor letra                      | Pendente  | [ 41 ] |
| 2025 | Brit Awards              | Melhor Canção Internacional       | Pendente  | [ 42 ] |

## Apresentação ao vivo
Eilish apresentou a canção durante a cerimônia de encerramento das Olimpíadas de Verão de 2024 em 11 de agosto de 2024. A performance fez parte da entrega da bandeira olímpica da cidade de Paris para Los Angeles (que sediará os Jogos em 2028) e foi gravada no dia anterior em Long Beach. Em 19 de outubro de 2024, Eilish apresentou a música no Saturday Night Live, ao lado de "Wildflower."
Eilish também incluiu "Birds of a Feather" na setlist da turnê Hit Me Hard and Soft: The Tour (2024–2025).
Ela cantou a canção com seu irmão como a última parte de um set de três músicas durante o concerto beneficente FireAid, para arrecadar fundos para as vítimas dos incêndios florestais na área de Los Angeles, em 30 de janeiro de 2024.
Eilish e seu irmão também performaram a música na 67ª edição do Grammy Awards, em 2 de fevereiro de 2025.

## Tabelas musicais
| paradas (2024–2025)                                     | Melhor Posição |
| ------------------------------------------------------- | -------------- |
| Austrália (ARIA)                                        | 1              |
| Áustria (Ö3 Austria Top 75)                             | 3              |
| Bélgica (Ultratop 50 de Flandres)                       | 7              |
| Bélgica (Ultratop 50 da Valônia)                        | 3              |
| Brasil (Billboard Brasil Hot 100)                       | 30             |
| Bulgaria International (PROPHON)                        | 6              |
| Canadá (Canadian Hot 100)                               | 3              |
| Canadá (Billboard AC)                                   | 3              |
| Canadá (Billboard CHR/Top 40)                           | 1              |
| Canadá (Billboard Hot AC)                               | 1              |
| Chile (Monitor Latino)                                  | 9              |
| Comunidade dos Estados Independentes (Tophit)           | 14             |
| Colombia Anglo (National-Report)                        | 3              |
| Croatia (Billboard)                                     | 17             |
| Croatia International Airplay (Top lista)               | 1              |
| República Checa (Rádio Top 100)                         | 76             |
| República Checa (Singles Digitál Top 100)               | 7              |
| Denmark (Tracklisten)                                   | 7              |
| Estonia Airplay (TopHit)                                | 1              |
| Finlândia (Suomen virallinen lista)                     | 23             |
| France (SNEP)                                           | 13             |
| Alemanha (Offizielle Deutsche Charts)                   | 4              |
| Mundo (Billboard Global 200)                            | 1              |
| Greece International (IFPI)                             | 3              |
| Hong Kong (Billboard)                                   | 11             |
| Hungary (Editors' Choice Top 40)                        | 8              |
| Hungria (Single Top 40)                                 | 35             |
| Iceland (Tónlistinn)                                    | 1              |
| India International (IMI)                               | 9              |
| Indonesia (ASIRI)                                       | 9              |
| Indonesia (Billboard)                                   | 2              |
| Irlanda (IRMA)                                          | 2              |
| Italy (FIMI)                                            | 31             |
| Japan (Japan Hot 100)                                   | 70             |
| Latvia (LaIPA)                                          | 2              |
| Latvia Airplay (LaIPA)                                  | 1              |
| Lebanon (Lebanese Top 20)                               | 5              |
| Lithuania (AGATA)                                       | 1              |
| Lithuania Airplay (TopHit)                              | 5              |
| Luxembourg (Billboard)                                  | 2              |
| Mexico (Monitor Latino)                                 | 13             |
| Malaysia (Billboard)                                    | 1              |
| Malaysia International (RIM)                            | 1              |
| Malta Airplay (Radiomonitor)                            | 3              |
| MENA (IFPI)                                             | 2              |
| Países Baixos (Dutch Top 40)                            | 5              |
| Países Baixos (Single Top 100)                          | 4              |
| New Zealand (Recorded Music NZ)                         | 1              |
| Nigeria (TurnTable Top 100)                             | 70             |
| North Macedonia Airplay (Radiomonitor)                  | 9              |
| Norway (VG-lista)                                       | 4              |
| Panama (Monitor Latino)                                 | 17             |
| Paraguay (Monitor Latino)                               | 12             |
| Peru (Billboard)                                        | 16             |
| Philippines (Philippines Hot 100)                       | 2              |
| Poland (Polish Airplay Top 100)                         | 6              |
| Poland (Polish Streaming Top 100)                       | 9              |
| Portugal (AFP)                                          | 3              |
| Roménia (Romania Radio Airplay)                         | 3              |
| Roménia (Romania TV Airplay)                            | 8              |
| Russia Airplay (TopHit)                                 | 54             |
| San Marino (SMRRTV Top 50)                              | 4              |
| Saudi Arabia (IFPI)                                     | 7              |
| Serbia Airplay (Radiomonitor)                           | 7              |
| Singapore (RIAS)                                        | 1              |
| Eslováquia (Rádio Top 100)                              | 17             |
| Eslováquia (Singles Digitál Top 100)                    | 6              |
| Slovenia Airplay (Radiomonitor)                         | 5              |
| África do Sul (EMA)                                     | 3              |
| South Korea (Circle)                                    | 117            |
| Espanha (PROMUSICAE)                                    | 42             |
| Suriname (Nationale Top 40)                             | 5              |
| Sweden (Sverigetopplistan)                              | 5              |
| Suíça (Schweizer Hitparade)                             | 2              |
| Taiwan (Billboard)                                      | 7              |
| Thailand (IFPI)                                         | 8              |
| Turkey International Airplay (Radiomonitor Türkiye)     | 5              |
| UAE (IFPI)                                              | 2              |
| Reino Unido (UK Singles Chart)                          | 2              |
| Estados Unidos (Billboard Hot 100)                      | 2              |
| Estados Unidos (Billboard Adult Contemporary)           | 7              |
| Estados Unidos (Billboard Adult Top 40)                 | 1              |
| Estados Unidos (Billboard Dance/Mix Show Airplay)       | 16             |
| Estados Unidos (Billboard Hot Rock & Alternative Songs) | 1              |
| Estados Unidos (Billboard Mainstream Top 40)            | 1              |

| Paradas (2024–2025)                      | Melhor posição |
| ---------------------------------------- | -------------- |
| Belarus Airplay (TopHit)                 | 60             |
| Brazil Streaming (Pro-Música Brasil)     | 43             |
| CIS Airplay (TopHit)                     | 16             |
| Czech Republic (Singles Digitál Top 100) | 13             |
| Estonia Airplay (TopHit)                 | 1              |
| Lithuania Airplay (TopHit)               | 4              |
| Paraguay (SGP)                           | 25             |
| Romania Airplay (TopHit)                 | 25             |
| Slovakia (Rádio Top 100)                 | 24             |
| Slovakia (Singles Digitál Top 100)       | 14             |
| South Korea (Circle)                     | 136            |

| Paradas (2024)                              | Posição |
| ------------------------------------------- | ------- |
| Australia (ARIA)                            | 6       |
| Austria (Ö3 Austria Top 40)                 | 13      |
| Belgium (Ultratop 50 Flanders)              | 30      |
| Belgium (Ultratop 50 Wallonia)              | 26      |
| Canada (Canadian Hot 100)                   | 13      |
| CIS Airplay (TopHit)                        | 54      |
| Denmark (Tracklisten)                       | 16      |
| Estonia Airplay (TopHit)                    | 12      |
| France (SNEP)                               | 44      |
| Germany (GfK)                               | 29      |
| Global 200 (Billboard)                      | 7       |
| Iceland (Tónlistinn)                        | 3       |
| Israel (Galgalatz)                          | 5       |
| Netherlands (Dutch Top 40)                  | 12      |
| Netherlands (Single Top 100)                | 15      |
| New Zealand (Recorded Music NZ)             | 7       |
| Philippines (Philippines Hot 100)           | 5       |
| Portugal (AFP)                              | 7       |
| South Africa (TOSAC)                        | 16      |
| Sweden (Sverigetopplistan)                  | 24      |
| Switzerland (Schweizer Hitparade)           | 12      |
| UK Singles (OCC)                            | 7       |
| US Billboard Hot 100                        | 15      |
| US Adult Contemporary (Billboard)           | 49      |
| US Adult Top 40 (Billboard)                 | 27      |
| US Mainstream Top 40 (Billboard)            | 23      |
| US Hot Rock & Alternative Songs (Billboard) | 3       |
| Venezuela Anglo (Record Report)             | 19      |

## Certificações
| Região | Certificação | Vendas     |
| --- | ------------ | ---------- |
| Áustria (IFPI Áustria)                                                                                               | Platina      | 30,000‡    |
| Bélgica (BEA) | Platina      | 40,000‡    |
| Canadá (Music Canada)                                                                                                | 3× Platina   | 240,000‡   |
| Dinamarca (IFPI Dinamarca)                                                                                           | Platina      | 90,000‡    |
| França (SNEP) | Diamante     | 333,333‡   |
| Alemanha (BVMI) | Ouro         | 300,000‡   |
| Itália (FIMI) | Platina      | 100,000‡   |
| Nova Zelândia (RIANZ)                                                                                                | 4× Platina   | 120,000‡   |
| Polónia (ZPAV) | 3× Platina   | 150,000‡   |
| Espanha (PROMUSICAE)                                                                                                 | Platina      | 60,000‡    |
| Estados Unidos (RIAA)                                                                                                | 4× Platina   | 4 000 000‡ |
| Reino Unido (BPI) | 2× Platina   | 1 200 000‡ |
| Streaming |              |            |
| Grécia (IFPI Grécia)                                                                                                 | 3× Platina   | 6 000 000† |
| ‡vendas+valores de streaming baseados somente na certificação †números de streaming baseados somente na certificação |              |            |

## Histórico de lançamento
| região         | Data                   | Formato                | Gravadora(s)         | Ref.          |
| -------------- | ---------------------- | ---------------------- | -------------------- | ------------- |
| Estados Unidos | 2 de julho de 2024     | Contemporary hit radio | Darkroom Interscope  | [ 181 ] [ 5 ] |
| Canadá         | 8 de julho de 2024     | Contemporary hit radio | Interscope Universal | [ 182 ]       |
| Itália         | 2 de agosto de 2024    | Radio airplay          | EMI                  | [ 183 ]       |
| Estados Unidos | 11 de novembro de 2024 | Single vinyl           | Darkroom Interscope  | [ 184 ]       |